# Narcís Oliveras i Guillamet
Narcís Oliveras i Guillamet (Tortellà, 20 de maig del 1901 – Sant Joan de les Abadesses, 1980) va ser músic i compositor, conegut especialment per la sardana El canari canta, del 1950.

## Biografia
Narcís Oliveras, conegut també per Siset, entrà en el món de la música als deu anys com a instrumentista de la cobla tortellanenca Asprit, per passar al cap d'un temps a l'altra cobla de la població, La Principal de Tortellà; En aquesta formació aprengué violí i harmonia de la mà del mestre Saderra. Després d'intervenir en la fundació de l'orquestrina de Jazz New York (1928) es traslladà a Barcelona, on completà la seva formació musical. L'any 1930 acceptà de dirigir l'Escola de música de Sant Joan de les Abadesses, i al mateix any creà a la vila l'orquestra SantJoanina, que compaginava la interpretació de ball lleuger amb la de sardanes. Quatre anys més tard, el 1934, fundà la cobla La Principal de Sant Joan de les Abadesses.
Acabada la guerra civil s'incorporà a la cobla local Els Serratins (1939), per posteriorment refundar la Principal de Sant Joan amb els seus fills com a músics -entre d'altres-. En els anys 50 intentà de tornar a alçar l'escola de música de Sant Joan de les Abadesses; fou endebades, i en aquesta bugada s'hi perdé el llençol de la cobla La Principal, que es dissolgué. Narcís Oliveras s'incorporà a La Nova Ripollesa, on tocà fins a jubilar-se.
Com a compositor fou responsables de més d'un centenar de sardanes, incloent-ne d'obligades i revesses.
Els seus fills Mateu i Ramon Oliveras i Blanch van ser també músics i compositors.

## Obres
Juntament amb Ramon Serrat, és l'autor de les Serenates que es toquen tradicionalment per la Festa Major de Sant Joan de les Abadesses.

### Sardanes
- A la meva Ignasieta
- Al "tantu", Ramírez, obligada de fiscorn
- Amic Jaume Soler (1972)
- La Baldirona (1938)
- El Barrabam del Toll (1949)
- El barri d'en Pere Planas
- Camprodon a la vista (1929)
- El canari canta (1950), obligada de flabiol
- El canari encara canta, obligada de flabiol
- El cant del sabater (1948)
- El clot de can Liu (1928)
- El doctor Granja
- En Maraldes de camí
- Esperança de Surinyach
- La Folklòrica Barcelona
- Les fonts del Llobregat (1962)
- Les germanes Roca (1962)
- El Janot i la Bonica (nom dels dos protagonistes del poema La vaca cega de Joan Maragall)
- La Neus Descamps
- Nit de Nadal
- Noces d'or
- La nostra Festa Major
- La Palomera (1940)
- Pastors a Betlem (1956). Hom l'ha atribuït també al seu fill Ramon[1]
- La pinta-mones (1926)
- Pla d'Estràngul (1954)
- El Pla del Roser
- Preparant la collita (1948)
- El Puig del Bassegoda (1931)
- Record pòstum (1949)
- Refila noi (1967)
- La Remei de ca la Cana (1978)
- La Serra del Cadell (1944)
- La Teresa Massós
- Els tres nets
- La verbena del Pla (1941)

- Algunes sardanes revesses: L'embolica-troques (1957), Escalant el Taga, No reclamis